# 自由 (政党)
自由（葡萄牙語：LIVRE）是葡萄牙的一个政党，以前也称作自由/该前进了。该党成立于2014年1月31日，同年3月20日成为注册政党。该党的政治立场是中间偏左至左翼。该党的意识形态是生态社会主义、社会民主主义、民主社会主义、亲欧洲主义。该党的发言人是Rui Tavares。该党是绿党/欧洲自由联盟和欧洲绿党的成员。该党曾加入欧洲民主运动2025。